# Wannengrat
Wannengrat är en bergstopp i Schweiz.   Den ligger i regionen Prättigau/Davos och kantonen Graubünden, i den östra delen av landet, 180 km öster om huvudstaden Bern. Toppen på Wannengrat är 2 514 meter över havet, eller 64 meter över den omgivande terrängen. Bredden vid basen är 0,38 km.
Terrängen runt Wannengrat är bergig åt nordost, men åt sydväst är den kuperad. Närmaste större samhälle är Davos, 4,5 km öster om Wannengrat. 
I omgivningarna runt Wannengrat växer i huvudsak blandskog. Runt Wannengrat är det ganska glesbefolkat, med 40 invånare per kvadratkilometer.